# Финал Кубка Франции по футболу 2022
Финал Кубка Франции по футболу 2022 года прошёл 7 мая 2022 года на спортивной арене «Стад де Франс» и стал 105-м финалом Кубка Франции. В финале встретились клубы Лиги 1 «Ницца» и «Нант». Победителем встречи оказалась команда «Нант».

## Путь к финалу
| Ницца                | Ницца          | Раунд                              | Нант        | Нант           |
| -------------------- | -------------- | ---------------------------------- | ----------- | -------------- |
| Оппонент             | Результат      | Кубок Франции по футболу 2021/2022 | Оппонент    | Результат      |
| Шоле (Л3)            | 1:0            | 1/32 финала                        | Сошо (Л2)   | 0:0 (5:4 пен.) |
| Париж (Л2)/Лион (Л1) | Пропустил      | 1/16 финала                        | Витре (ЛЧФ) | 2:0            |
| Пари Сен-Жермен (Л1) | 0:0 (6:5 пен.) | 1/8 финала                         | Брест (Л1)  | 2:0            |
| Олимпик Марсель (Л1) | 4:1            | 1/4 финала                         | Бастия (Л2) | 2:0            |
| Версаль (ЛЧФ)        | 2:0            | 1/2 финала                         | Монако (Л1) | 2:2 (4:2 пен.) |

(Л1) = Лига 1
(Л2) = Лига 2
(Л3) = Лига 3
(ЛЧФ) = Любительский чемпионат Франции

## Перед матчем
«Ницца» в 5-й раз в своей истории будет участвовать в финале кубка Франции. В 1952, 1954 и в 1997 «Ницца» брала трофей, а в 1978 году уступила «Нанси» с минимальным счётом 1:0.
«Нант» в 9-й раз в своей истории будет участвовать в финале кубка Франции. В 1979, 1999 и в 2000 году клуб брал трофей, а в 1966, 1970, 1973, 1983 и в 1993 «Нант» проигрывал решающий матч за трофей.

## Матч
| Ницца                                              | 0:1 | Нант                               |
| -------------------------------------------------- | --- | ---------------------------------- |
| Тодибо 42' · Будауи 54' · Данте 79' · Лемина 90+3' |     | Блас 47′ (пен.) · Коло Муани 90+3' |

| Ницца | Нант |